# Carcellia confundens
Carcellia confundens là một loài ruồi trong họ Tachinidae.